# Antonio Fuoco
Antonio Fuoco (Cariati, 20 maggio 1996) è un pilota automobilistico italiano, attualmente impegnato nel campionato del mondo endurance con l'Hypercar della Scuderia Ferrari. Vincitore della 24 Ore di Le Mans 2024.

## Carriera

### Primi anni in monosposto
Fuoco debutta nei kart all'età di quattro anni e corre in diversi campionati europei, salendo dalle categorie junior alla KF2 nel 2012, concludendo 3º nella WSK Euro Series e 4º nell'Europeo KF2 CIK-FIA.

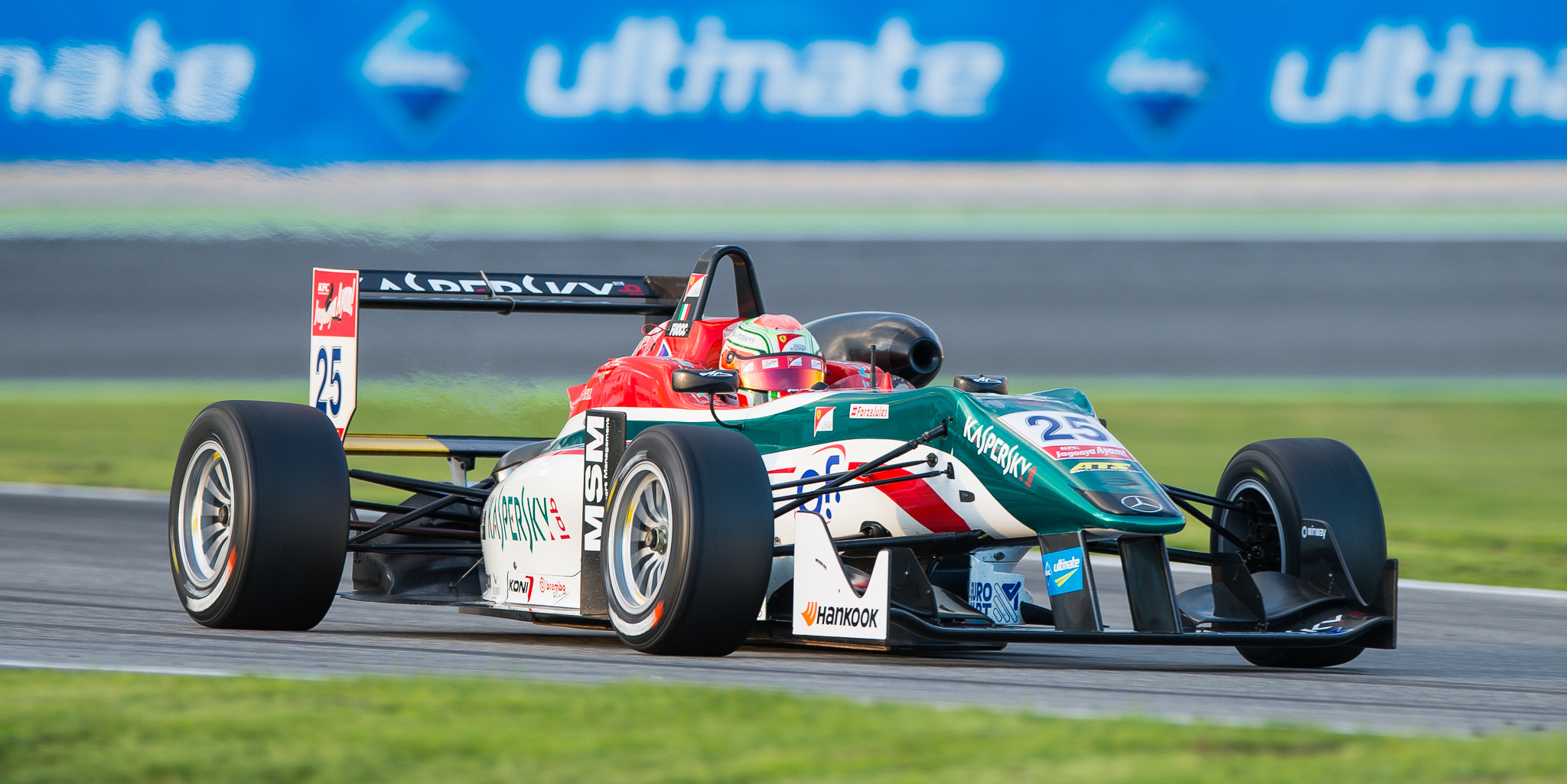
Fuoco in F3 europea all'Hockenheimring nel 2014

Nel 2013, dopo essere stato preso in carico da Enrico Zanarini ed essere entrato nei programmi del Ferrari Driver Academy, debutta sulle monoposto, correndo nella nuova serie Formula Renault 2.0 Alps per il team Prema Junior. Vince a Vallelunga, Imola, Monza e al Mugello, collezionando altri tre podi. Partecipa anche ai test e alla gara di Spa-Francorchamps dell'Eurocup Formula Renault 2.0.
Nel 2014 prende parte alla F3 europea, sempre con Prema Powerteam.
Nel 2015 corre in GP3 Series nel team Carlin. Nella prima parte della stagione riesce a ottenere un secondo posto nel Gran Premio d'Austria.
Il 15 giugno 2015, Fuoco viene scelto dalla Ferrari per correre il primo giorno di test in-season seguenti al Gran Premio d'Austria, a bordo della Ferrari SF15-T.
Nel 2016 rimane nella stessa categoria, passando però al team Trident. Il 18 maggio guida la Ferrari SF16-H durante i test seguenti al Gran Premio di Spagna.

### Formula 2

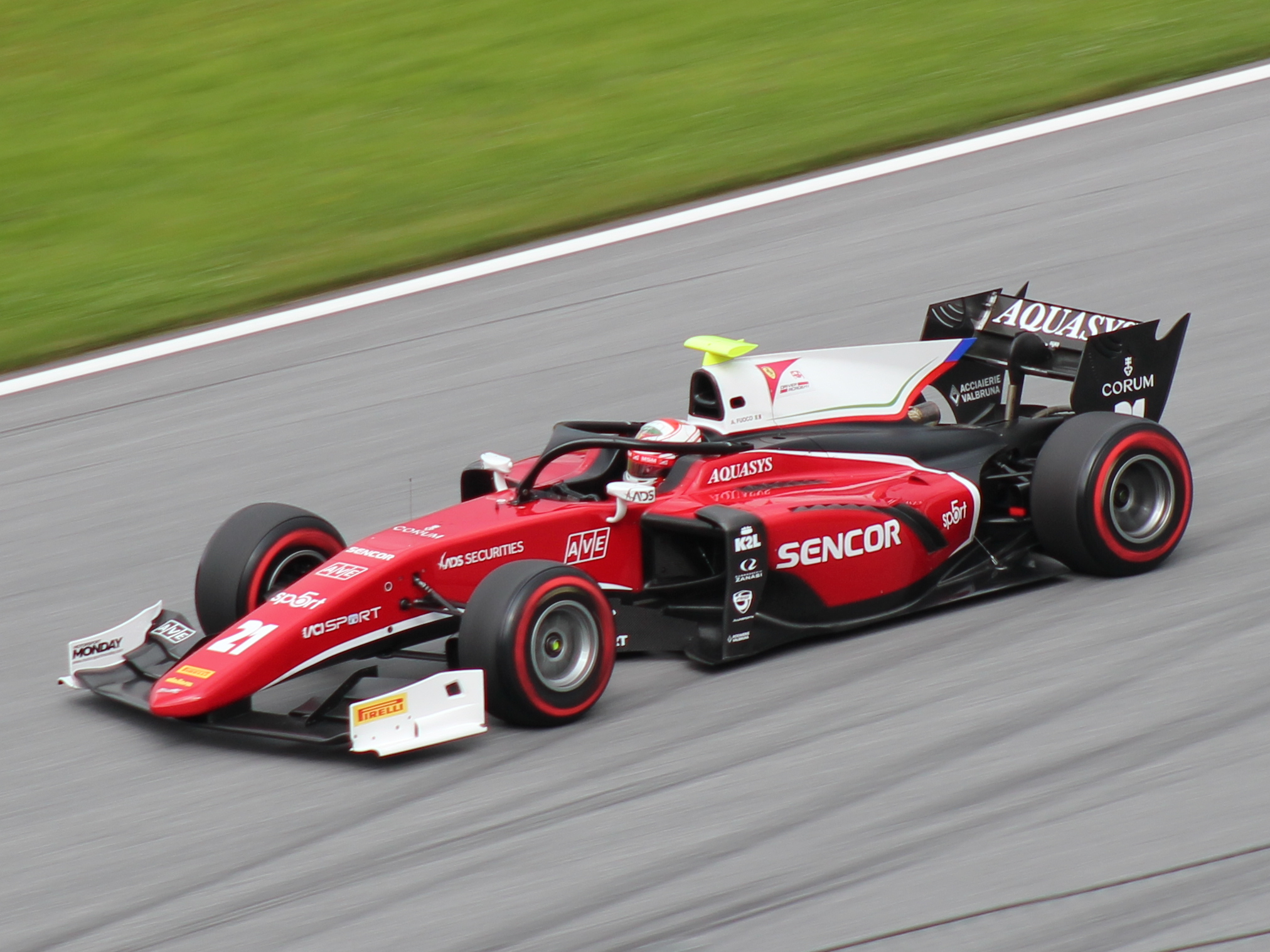
Fuoco in Formula 2 al Red Bull Ring nel 2018

Nel 2017 passa alla Formula 2 con il team Prema, ma la stagione non inizia bene per Antonio, che conquista un solo podio in Austria al Red Bull Ring. La prima metà di stagione è caratterizzata da errori e sfortune che lo portano a un distacco consistente dal compagno di squadra Charles Leclerc. Le cose migliorano nella seconda parte di stagione dove conquista una vittoria e tre podi tra le gare di Spa e Monza. Conclude la stagione in ottava posizione.
Nella stagione successiva resta nella categoria, passando al nuovo team Charouz. Nel corso della stagione ottiene due vittorie e sei podi in totale, migliorando il risultato della stagione precedente e piazzandosi al settimo posto in classifica generale.

### Formula E
Nel 2018 viene ufficializzato l'ingaggio da parte del team Dragon del pilota italiano come collaudatore.

### Formula 1
Nel 2019 viene ingaggiato dalla Scuderia Ferrari come terzo pilota, venendo poi riconfermato nel 2020. Il 15 dicembre 2020 partecipa ai test al circuito di Yas Marina con la Ferrari SF1000, ottenendo il settimo tempo. Quattro anni più tardi torna alla guida di una Formula 1, prendendo sempre parte ai test post stagionali con la scuderia di Maranello.

### Endurance

Fuoco alla 24 Ore di Le Mans 2022

Nel gennaio del 2022 con il team Cetilar Racing partecipa alla 24 ore di Daytona guidando la Ferrari 488 GTE EVO 2020 insieme a Alessio Rovera, Roberto Lacorte e Giorgio Sernagiotto
Nel 2022 con il team AF Corse partecipa alla classe LMGTE Pro del WEC. Fuoco si dividerà la Ferrari 488 GTE Evo con Miguel Molina. Dopo quattro podi, nel ultima gara, la 8 Ore del Bahrain arriva la prima vittoria del duo e chiudono terzi in classifica.

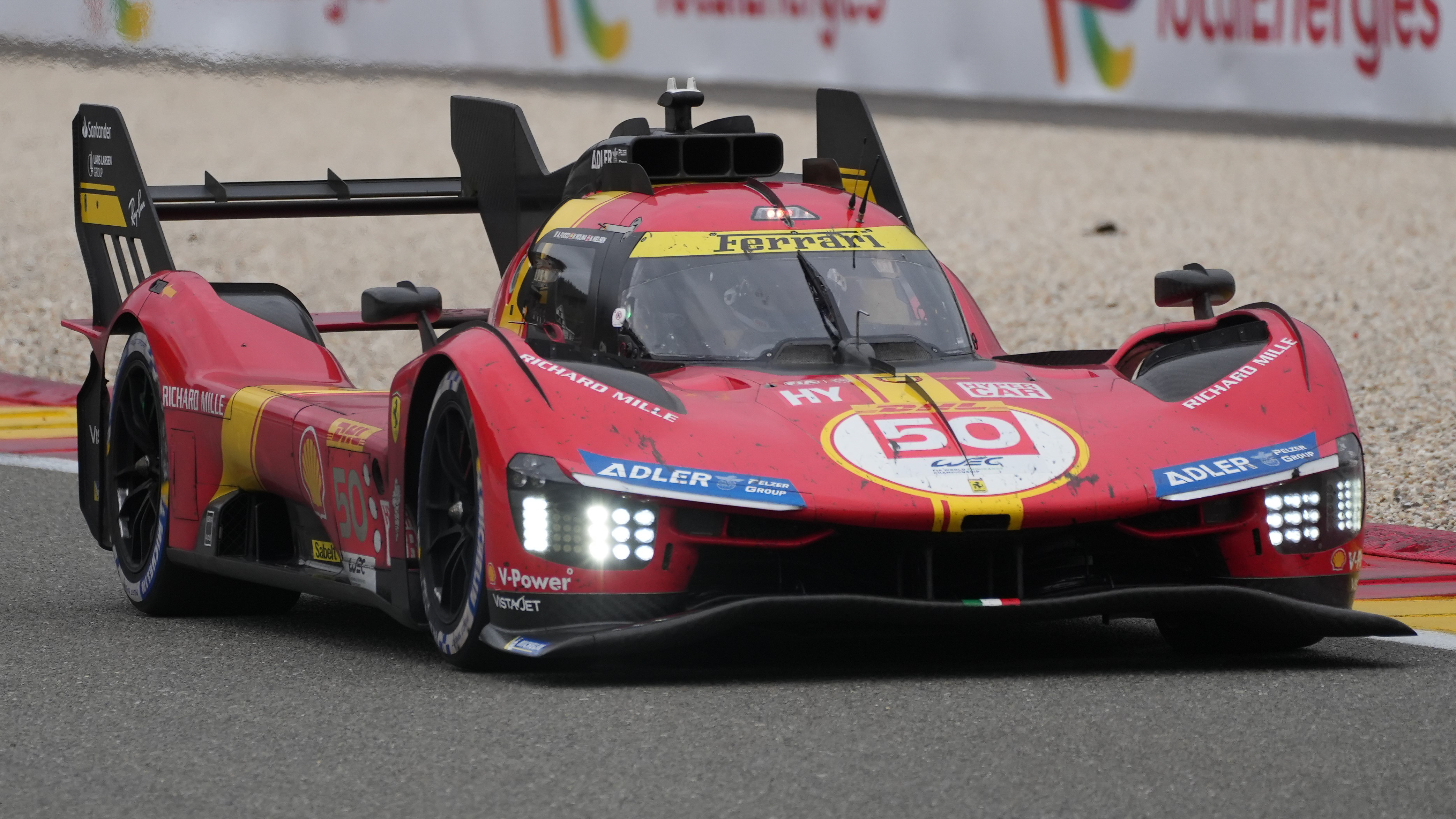
La Ferrari 499P di Fuoco alla 6 Ore di Spa-Francorchamps 2023

Lo stesso anno insieme ad altri piloti GT della Ferrari testa l'Oreca 07 LMP2 in vista della nuova Hypercar. 
Nel gennaio del 2023 viene scelto come pilota ufficiale del marchio per portare in pista la nuova Ferrari 499P, che dividerà con Miguel Molina e Nicklas Nielsen. Fuoco ottiene la Pole position nella 1000 Miglia di Sebring, gara d'esordio e in gara chiude terzo. Nella 6 Ore di Portimão l'equipaggio ottiene il secondo posto, mentre a Spa-Francorchamps il team è costretto a un ritiro dopo l'incidente di Fuoco. Per la 24 Ore di Le Mans, Antonio fa registrare il giro più veloce e conquista la Hyperpole e chiude quarto in gara. Nel resto della stagione ottiene altri due podi, il secondo posto nella 6 Ore di Monza e il terzo posto nella 8 Ore del Bahrain.
Confermato anche per la stagione 2024 con i suoi compagni, ottiene il sesto posto nella prima 1812 km del Qatar mentre conquista la sua seconda pole nella 6 Ore di Imola. In gara il team sbaglia strategia perdendo la testa della corsa e l'equipaggio si deve accontentare di un quarto posto ottenuto al ultimo giro superando la Toyota Gazoo Racing. Nella 6 Ore di Spa-Francorchamps arriva grazie a un terzo posto il primo podio nella stagione mentre la prima vittoria arriva nella prestigiosa 24 Ore di Le Mans. L'equipaggio di Fuoco, Molina e Nielsen portano per il secondo anno consecutivo la Ferrari 499P a vincere la gara più prestigiosa al mondo. 
Nel 2025 torna a disputare la 24 Ore di Daytona, con la Ferrari 296 GT3 di Cetilar Racing. Nel resto del anno rimane nel WEC dove ottiene la vittoria nella prima gara stagionale la 1812 km del Qatar. 

## Risultati

### Riassunto della carriera
| Stagione | Serie                       | Team                  | Gare         | Vittorie     | Pole         | Gpv          | Podi         | Punti        | Posizioni    |
| -------- | --------------------------- | --------------------- | ------------ | ------------ | ------------ | ------------ | ------------ | ------------ | ------------ |
| 2013     | Formula Renault 2.0 Alps    | Prema Junior          | 14           | 6            | 5            | 5            | 11           | 245          | 1º           |
| 2013     | Eurocup Formula Renault 2.0 | Prema Powerteam       | 2            | 0            | 1            | 0            | 0            | N/A          | NC†          |
| 2014     | Florida Winter Series       | N/A                   | 12           | 4            | 3            | 3            | 7            | N/A          | 1º           |
| 2014     | Formula 3 europea           | Prema Powerteam       | 32           | 2            | 0            | 2            | 10           | 255          | 5º           |
| 2015     | Formula 1                   | Scuderia Ferrari      | Collaudatore | Collaudatore | Collaudatore | Collaudatore | Collaudatore | Collaudatore | Collaudatore |
| 2015     | GP3 Series                  | Carlin                | 18           | 0            | 0            | 0            | 2            | 88           | 6º           |
| 2016     | Formula 1                   | Scuderia Ferrari      | Collaudatore | Collaudatore | Collaudatore | Collaudatore | Collaudatore | Collaudatore | Collaudatore |
| 2016     | GP3 Series                  | Trident               | 18           | 2            | 0            | 0            | 8            | 157          | 3º           |
| 2017     | Formula 2                   | Prema Racing          | 22           | 1            | 0            | 1            | 5            | 98           | 8º           |
| 2018     | Formula 2                   | Charouz Racing System | 23           | 2            | 0            | 1            | 6            | 141          | 7º           |
| 2018-19  | Formula E                   | GEOX Dragon           | Collaudatore | Collaudatore | Collaudatore | Collaudatore | Collaudatore | Collaudatore | Collaudatore |
| 2019     | Formula 1                   | Scuderia Ferrari      | Collaudatore | Collaudatore | Collaudatore | Collaudatore | Collaudatore | Collaudatore | Collaudatore |
| 2019–20  | Asian Le Mans Series - GT   | Car Guy Racing        | 1            | 0            | 0            | 0            | 0            | 10           | 16º          |
| 2020     | GTWCE Endurance Cup         | SMP Racing            | 1            | 0            | 1            | 0            | 0            | 7            | 20º          |
| 2020     | Formula 1                   | Scuderia Ferrari      | Collaudatore | Collaudatore | Collaudatore | Collaudatore | Collaudatore | Collaudatore | Collaudatore |
| 2021     | WEC - LMGTE Am              | Cetilar Racing        | 6            | 1            | 1            | 1            | 2            | 75           | 5º           |
| 2021     | IMSA - LMP2                 | Cetilar Racing        | 1            | 0            | 0            | 0            | 0            | 0            | NC‡          |
| 2021     | GTWCE Endurance Cup         | Iron Lynx             | 5            | 0            | 0            | 1            | 0            | 27           | 11º          |
| 2021     | Formula 1                   | Scuderia Ferrari      | Collaudatore | Collaudatore | Collaudatore | Collaudatore | Collaudatore | Collaudatore | Collaudatore |
| 2022     | WEC - LMGTE Pro             | AF Corse              | 1            | 0            | 0            | 0            | 0            | 12*          | 6º*          |
| 2022     | IMSA - GTD                  | Cetilar Racing        | 1            | 0            | 0            | 0            | 0            | 189*         | 15º*         |

† Poiché Fuoco era un pilota ospitato, non poté prendere punti.
‡ I punti contano solo per la Michelin Endurance Cup e non per il campionato LMP2 generale.
* Stagione in corso.

### Formula Renault 2.0 Alps
(legenda) (Le gare in grassetto indicano la pole position) (Gare in corsivo indicano Gpv)
| Anno | Team         | 1   | 2   | 3   | 4   | 5   | 6   | 7   | 8   | 9   | 10  | 11  | 12  | 13  | 14  | Punti | Pos. |
| ---- | ------------ | --- | --- | --- | --- | --- | --- | --- | --- | --- | --- | --- | --- | --- | --- | ----- | ---- |
| 2013 | Prema Junior | VAL | VAL | IMO | IMO | SPA | SPA | MNZ | MNZ | MIS | MIS | MUG | MUG | IMO | IMO | 245   | 1º   |
| 2013 | Prema Junior | 2   | 1   | 1   | 1   | 14  | 3   | 1   | 6   | 2   | Rit | 1   | 1   | 2   | 2   | 245   | 1º   |

### Formula 3 europea
(legenda) (Le gare in grassetto indicano la pole position) (Gare in corsivo indicano Gpv)
| Anno | Team            | Motore   | 1   | 2   | 3   | 4   | 5   | 6   | 7   | 8   | 9   | 10  | 11  | 12  | 13  | 14  | 15  | 16  | 17  | 18  | 19  | 20  | 21  | 22  | 23  | 24  | 25  | 26  | 27  | 28  | 29  | 30  | 31  | 32  | 33  | Punti | Pos. |
| ---- | --------------- | -------- | --- | --- | --- | --- | --- | --- | --- | --- | --- | --- | --- | --- | --- | --- | --- | --- | --- | --- | --- | --- | --- | --- | --- | --- | --- | --- | --- | --- | --- | --- | --- | --- | --- | ----- | ---- |
| 2014 | Prema Powerteam | Mercedes | SIL | SIL | SIL | HOC | HOC | HOC | PAU | PAU | PAU | HUN | HUN | HUN | SPA | SPA | SPA | NOR | NOR | NOR | MOS | MOS | MOS | RBR | RBR | RBR | NÜR | NÜR | NÜR | IMO | IMO | IMO | HOC | HOC | HOC | 255   | 5º   |
| 2014 | Prema Powerteam | Mercedes | 4   | 3   | 1   | 11  | Rit | 3   | 17  | 19† | 11  | 19  | 2   | 2   | 5   | Rit | 16  | Rit | 7   | 9   | 6   | 2   | 3   | 6   | 1   | 19  | 2   | 4   | 4   | 16  | 25  | 2   | 14  | SQ  | NP  | 255   | 5º   |

† Il pilota non ha terminato la gara, ma è stato classificato avendo compiuto il 90% della distanza di gara.

### GP3 Series
(legenda) (Le gare in grassetto indicano la pole position) (Gare in corsivo indicano Gpv)
| Anno | Team    | 1   | 2   | 3   | 4   | 5   | 6   | 7   | 8   | 9   | 10  | 11  | 12  | 13  | 14  | 15  | 16  | 17  | 18  | Punti | Pos. |
| ---- | ------- | --- | --- | --- | --- | --- | --- | --- | --- | --- | --- | --- | --- | --- | --- | --- | --- | --- | --- | ----- | ---- |
| 2015 | Carlin  | CAT | CAT | RBR | RBR | SIL | SIL | HUN | HUN | SPA | SPA | MNZ | MNZ | SOC | SOC | BHR | BHR | YMC | YMC | 88    | 6º   |
| 2015 | Carlin  | 8   | 4   | 2   | Rit | 18  | 23  | 8   | Rit | 4   | Rit | Rit | 11  | 6   | 4   | 9   | 5   | 7   | 2   | 88    | 6º   |
| 2016 | Trident | CAT | CAT | RBR | RBR | SIL | SIL | HUN | HUN | HOC | HOC | SPA | SPA | MNZ | MNZ | SEP | SEP | YMC | YMC | 157   | 3º   |
| 2016 | Trident | 4   | 3   | 5   | 3   | 3   | 1   | 2   | 10  | 1   | 18† | 4   | 2   | 8   | 3   | 8   | Rit | 16  | 17  | 157   | 3º   |

† Il pilota non ha terminato la gara, ma è stato classificato avendo compiuto il 90% della distanza di gara.

### Formula 2
(legenda) (Le gare in grassetto indicano la pole position) (Gare in corsivo indicano Gpv)
| Stagione | Squadra               | 1   | 2   | 3   | 4   | 5   | 6   | 7   | 8   | 9   | 10  | 11  | 12  | 13  | 14  | 15  | 16  | 17  | 18  | 19  | 20  | 21  | 22  | 23  | 24  | Punti | Pos. |
| -------- | --------------------- | --- | --- | --- | --- | --- | --- | --- | --- | --- | --- | --- | --- | --- | --- | --- | --- | --- | --- | --- | --- | --- | --- | --- | --- | ----- | ---- |
| 2017     | Prema Racing          | BHR | BHR | CAT | CAT | MON | MON | BAK | BAK | RBR | RBR | SIL | SIL | HUN | HUN | SPA | SPA | MNZ | MNZ | JER | JER | YMC | YMC |     |     | 98    | 8º   |
| 2017     | Prema Racing          | 9   | 11  | 13  | Rit | 11  | 10  | Rit | 12  | 3   | 5   | 16  | 12  | Rit | 17  | 3   | 7   | 1   | 3   | 3   | 5   | SQ  | 11  |     |     | 98    | 8º   |
| 2018     | Charouz Racing System | BHR | BHR | BAK | BAK | CAT | CAT | MON | MON | LEC | LEC | RBR | RBR | SIL | SIL | HUN | HUN | SPA | SPA | MNZ | MNZ | SOC | SOC | YMC | YMC | 141   | 7º   |
| 2018     | Charouz Racing System | 17  | 12  | 3   | NP  | 10  | 7   | 8   | 1   | 4   | 4   | 3   | 4   | 3   | Rit | 3   | 17  | 17  | 19  | SQ  | 10  | 6   | 9   | 7   | 1   | 141   | 7º   |

### Campionato IMSA WeatherTech SportsCar
(legenda) (Le gare in grassetto indicano la pole position) (Gare in corsivo indicano Gpv)
| Anno | Squadra        | Classe | Vettura      | 1      | 2   | 3   | 4   | 5   | 6   | 7   | Punti | Pos. |
| ---- | -------------- | ------ | ------------ | ------ | --- | --- | --- | --- | --- | --- | ----- | ---- |
| 2021 | Cetilar Racing | LMP2   | Dallara P217 | DAY 6† | SEB | WGL | WGL | ELK | LGA | PET | 0†    | NC†  |

† I punti contano solo per la Michelin Endurance Cup e non per il campionato LMP2 generale.

### Campionato del mondo endurance
| Anno    | Squadra          | Classe    | Vettura             | SPA | ALG | MNZ | LMS | BHR | BHR |     |     | Punti | Pos. |
| ------- | ---------------- | --------- | ------------------- | --- | --- | --- | --- | --- | --- | --- | --- | ----- | ---- |
| 2021    | Cetilar Racing   | LMGTE AM  | Ferrari 488 GTE Evo | 3   | 1   | 10  | Rit | 10  | 4   |     |     | 75    | 5º   |
| Anno    | Squadra          | Classe    | Vettura             | SEB | SPA | LMS | MON | FUJ | BHR |     |     | Punti | Pos. |
| 2022    | AF Corse         | LMGTE Pro | Ferrari 488 GTE Evo | 5   | 3   | 3   | 2   | 2   | 1   |     |     | 131   | 3°   |
| Anno    | Squadra          | Classe    | Vettura             | SEB | ALG | SPA | LMS | MON | FUJ | BHR |     | Punti | Pos. |
| 2023    | Ferrari AF Corse | Hypercar  | Ferrari 499P        | 3   | 2   | Rit | 5   | 2   | 4   | 3   |     | 120   | 3°   |
| Anno    | Squadra          | Classe    | Vettura             | QAT | IMO | SPA | LMS | SÃO | COA | FUJ | BHR | Punti | Pos. |
| 2024    | Ferrari AF Corse | Hypercar  | Ferrari 499P        | 6   | 4   | 3   | 1   | 6   | 3   | 9   | 11  | 115   | 2°   |
| Anno    | Squadra          | Classe    | Vettura             | QAT | IMO | SPA | LMS | SÃO | COA | FUJ | BHR | Punti | Pos. |
| 2025    | Ferrari AF Corse | Hypercar  | Ferrari 499P        | 1   | 15  | 2   | SQ  |     |     |     |     | 57*   |      |
| Legenda |                  |           |                     |     |     |     |     |     |     |     |     |       |      |

* Stagione in corso.

### 24 Ore di Le Mans
| Anno | Classe    | №  | Gomme | Vettura             | Squadra          | Co-piloti                           | Giri | Pos. Assol. | Pos. di Classe |
| ---- | --------- | -- | ----- | ------------------- | ---------------- | ----------------------------------- | ---- | ----------- | -------------- |
| 2021 | LMGTE Am  | 47 | M     | Ferrari 488 GTE Evo | Cetilar Racing   | Roberto Lacorte Giorgio Sernagiotto | 90   | Rit         | Rit            |
| 2022 | LMGTE Pro | 52 | M     | Ferrari 488 GTE Evo | AF Corse         | Miguel Molina Davide Rigon          | 349  | 30°         | 3°             |
| 2023 | Hypercar  | 50 | M     | Ferrari 499P        | Ferrari AF Corse | Miguel Molina Nicklas Nielsen       | 337  | 5°          | 5°             |
| 2024 | Hypercar  | 50 | M     | Ferrari 499P        | Ferrari AF Corse | Miguel Molina Nicklas Nielsen       | 311  | 1°          | 1°             |
| 2025 | Hypercar  | 50 | M     | Ferrari 499P        | Ferrari AF Corse | Miguel Molina Nicklas Nielsen       | 387  | SQ          | SQ             |